# Arthur von Pongrácz
Arthur von Pongrácz de Szent-Miklós und Óvár (ur. 25 czerwca 1864 w Białej, zm. 13 stycznia 1942 w Wiedniu) – generał major cesarskiej i królewskiej Armii.

## Życiorys
Urodził się w Białej (dziś Bielsko-Biała) na pograniczu Śląska Austriackiego i Galicji w arystokratycznej rodzinie pochodzenia węgierskiego. W 1881 wstąpił do c. k. Armii. Od 1904 służył jako oficer ordynansowy, a w latach 1906-1908 jako adiutant przyboczny cesarza Franciszka Józefa I. Następnie został przeniesiony do Pułku Huzarów Cesarza Nr 1 w Wiedniu. 18 czerwca 1913 został mianowany pułkownikiem.
W 1915 został komendantem tego pułku, w następnym roku komendantem 6 Brygady Kawalerii, a w 1917 komendantem 14 Brygady Kawalerii. 29 maja 1917 został mianowany na stopień generała majora. W 1918 był zastępcą komendanta wojskowego w Bratysławie. 1 stycznia 1919 został przeniesiony w stan spoczynku.
W 1902 wziął udział w pierwszych Międzynarodowych Zawodach Konnych w Turynie, zajmując drugie miejsce w kategorii ujeżdżenia. Startował również w konkursach skoków przez przeszkody, w latach 1913-1936 dzierżąc rekord Austrii wynoszący 2,08 metra.
Trzykrotnie występował na igrzyskach olimpijskich: w Paryżu w 1924 na koniu Aberta, w Amsterdamie w 1928 na Turridu oraz w Berlinie w 1936 na Georgine. Za każdym razem był najstarszym uczestnikiem igrzysk. W Berlinie zdobył wraz z austriacką drużyną czwarte miejsce, co było jego największym sukcesem olimpijskim. Miał wtedy 72 lata, co czyni go, zaraz po szwedzkim strzelcu Oscarze Swahnie, drugim najstarszym olimpijczykiem wszech czasów.

## Ordery i odznaczenia
Odznaczenia gen. von Pongrácza to między innymi:
- Kawaler Orderu Leopolda z dekoracją wojenną i mieczami
- Kawaler Orderu Korony Żelaznej III klasy z dekoracją wojenną i mieczami
- Krzyż Zasługi Wojskowej III klasy z dekoracją wojenną i mieczami
- Krzyż Zasługi Wojskowej III klasy
- Odznaka za Służbę Wojskową III klasy (Austro-Węgry)
- Medal Jubileuszowy Pamiątkowy dla Sił Zbrojnych i Żandarmerii
- Krzyż Jubileuszowy Wojskowy
- Krzyż Pamiątkowy Mobilizacji 1912–1913